# Babilónia
Babilónia volt a neve az ókor végén Dél-Mezopotámiának – a mai Irak középső és déli részének –, aminek az Óbabiloni Birodalom korától a hellénizmus idejéig Babilon volt a legjelentősebb városa, szellemi központja. Területe a Perzsa-öböltől az Eufrátesz és a Tigris alsó folyása mentén Máriig illetve Asszíriáig terjedt.
Megnevezése sokszor változott, mivel uralkodóházai is sokszor változtak, amelyek különböző etnikumúak lévén különböző nyelveken nevezték meg az országot.
- I. babiloni dinasztia – Óbabiloni Birodalom
- II. babiloni dinasztia – Tengerföldi dinasztia
- III. babiloni dinasztia – Kasszita Babilon vagy Karadúnias, esetleg Kussúkhe
- Arameus dinasztia – Arámi Babilon
- Kháldeus dinasztia – Újbabiloni Birodalom, Kháld Birodalom vagy Kháldú

## Története
Területén az i. e. 4. évezred végén, a Dzsemdet Naszr-kultúra Sumer városállamai léteztek. Ezeket saját dinasztiák vezették, de egy-egy város időről időre megszerezte a formális felsőbbséget közülük. Ennek hagyományát a sumer királylista meséli el, aminek hitelessége további kutatások tárgya, de a lista vége mindenképpen az. Ezek szerint a sumerek számára Sumer egységes politikai fogalom volt. Sumer a későbbi akkád név, ők maguk országukat Engir („a hely ura”), magukat szaggiga („feketefejűek”) néven nevezték. Ebben a korban, akárhol is volt a király (lugal), a Kis királya cím jelképezte az egész Sumer feletti uralmat. Ugyanakkor Sumer kulturális központjának a politikai jelentőséggel sohasem bíró Nippur számított.
Az i. e. 3. évezredben az első sémi bevándorlási hullám során akkádok telepedtek le Sumer területén, és Sarrukínnak sikerült megszereznie a terület feletti főhatalmat. Az általa felépített Agade – Babilon és Kis közelében fekvő város, de pontos helye nem ismert – központtal az i. e. 24. században megalapította a Perzsa-öböltől („alsó tenger”) a Földközi-tengerig („felső tenger”) húzódó Akkád Birodalmat. Babilónia területét ekkortól Sumer és Akkád néven nevezték, a főhatalmat továbbra is a Kis királya („sar kissati”) cím jelképezte, az „egész világ királya” értelemben fogtak fel.
Az Akkád Birodalom az i. e. 22. században a Zagrosz hegység felől benyomuló hegyi nomád törzsek, a gutik hódítása következtében dőlt meg, akiket a sumer reneszánsz keretében az utolsó sumer dinasztia, a III. uri dinasztia űzött el, amelynek birodalma megközelítette a korábbi Akkád Birodalomét. Az i. e. 21. században a második sémi bevándorlási hullám keretében nyugati sémi (sumer: mardu, akkád: amurrú) törzsek telepedtek le Sumer és Akkád területén, több városban megszerezték a főhatalmat, közülük legjelentősebb eleinte az I. iszini dinasztia és a larszai dinasztia volt. Küzdelmük végül Larsza javára dőlt el, de ezután a közben megerősödő szintén amurrú – korábban Larszának, majd az asszír I. Samsi-Adadnak alávetett – I. babiloni dinasztia uralkodója, Hammurapi lett a nevető harmadik, aki a larszai Rím-Szín legyőzése és I. Samsi-Adad halála után létrehozta az Óbabiloni Birodalmat – a város neve Babili volt –, amelyik mintegy két évszázadra egész Mezopotámiát egyesítette.
Az Óbabiloni Birodalomnak az i. e. 16. században a kisázsiai hettiták betörése, majd Perzsia felől a kassúk hódítása vetett véget. A kassú királyok uralma Babilonban – a város és az ország neve ekkor Karadunias ill. Karadunias ország volt a levelezésekben – az i. e. 12. századig tartott, gazdasági-kulturális visszaesés jellemezte, bár továbbra is Mezopotámia egyik legjelentősebb hatalma maradt. Az i. e. 13. századtól egyre gyakrabban ismétlődtek meg az asszír támadások. Az i. e. 12. században az elámiak nyomása megdöntötte a kassú dinasztiát.
Az ezt követő évszázadokban a – tengeri népek vándorlásával egyidejű – harmadik sémi vándorlás során az arámiakkal közeli rokon kháldok törzsei nyomultak be a Babilóniától délre-délnyugatra eső – az asszírok által ezután Khaldu országnak nevezett – mocsaras területre, a Tengerföldre. Babilonban helyi (babiloni-akkád), kháld és asszír uralom váltogatta egymást, de az i. e. 9. század után többnyire asszír uralom alatt állt.
Babilon újra Mezopotámia legjelentősebb hatalmává vált a kháld dinasztia idején, miután Nabú-apal-uszur i. e. 610-es években a médekkel szövetségben felszámolta az Asszír Birodalmat. Az általa alapított úgynevezett új-babilóniai birodalom Asszíriat, Szíriát és Palesztinát is meghódította.
Babilónia önállóságának a perzsa hódítás i. e. 539-ben véget vetett, az Óperzsa Birodalom satrapiát alakítottak ki Bábirus, azaz Babilónia területén. III. Alexandrosz hódítása után – akinek idején babilon utoljára volt birodalmi főváros – Babilónia a Szeleukida Birodalom része lett. Később a Párthus Birodalom fővárosa, Ktésziphón Babilón közelében épült fel, majd Babilónia a Szászánida Birodalom tartománya lett, végül az arab hódítás után egy időben Babilónia – ekkor már Irán részének számított – területén, Bagdadban volt az Abbászida Kalifátus központja.